# Hipódromo de Maroñas
Das Hipódromo de Maroñas ist eine in der uruguayischen Hauptstadt Montevideo, im Stadtviertel (barrio) Maroñas, gelegene Pferderennbahn.
Die 1874 unter dem ursprünglichen Namen Circo de Ituizaingó eröffnete Rennbahn wurde von Einwohnern britischer Herkunft des heutigen montevideanischen Stadtteils Ituzaingó auf den ehemaligen Ländereien Francisco Maroñas', eines in der Banda Oriental eingebürgerten Spaniers galicischer Herkunft, errichtet. Aus diesem Grund wurde sie schnell als Circo de Maroñas bekannt.
Sie verfügt über eine Hauptbahn von 2.065 m Länge und eine zusätzliche 2.000 m lange Bahn für Trainingszwecke.
Die Zuschauerkapazität liegt mit 2.426 Sitzplätzen und etwa 5.500 Stehplätzen bei knapp 8.000 Zuschauern.
Das Hippodrom bietet zudem Parkplätze für 697 Autos.
Die Tribünen Folle Ylla (1938) und Local Tribuna (1945) sind das Werk des Architekten Román Fresnedo Siri.
2003 wurde das Hippodrom wiedereröffnet, nachdem es jahrelang nicht genutzt wurde. 2006 und 2018 war das Hippodrom Austragungsort des Gran Premio Latinoamericano, einem wichtigen Gruppe-I-Rennen in Südamerika.
Wichtigste Veranstaltung ist der jährlich am 6. Januar ausgetragene Gran Premio José Pedro Ramírez.

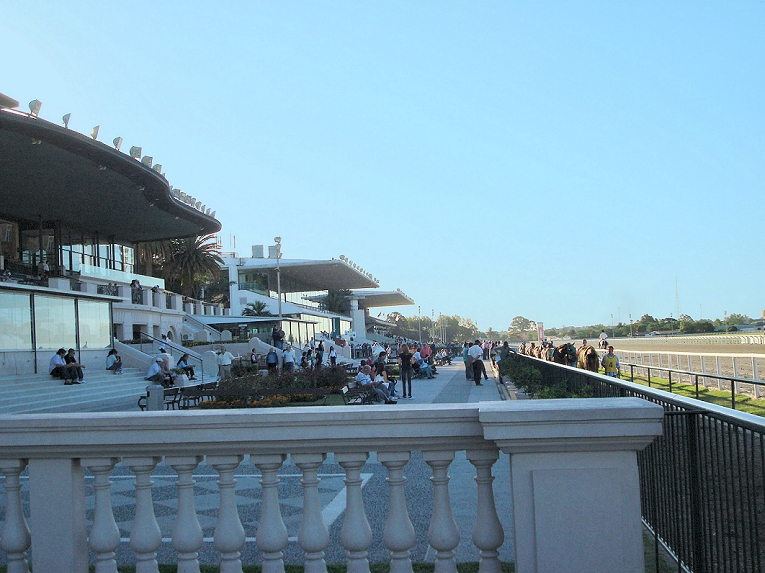
Hipódromo de Maroñas
Hipódromo de Maroñas